# Yamaguchi Koji
Koji Yamaguchi (sinh ngày 20 tháng 11 năm 1975) là một cầu thủ bóng đá người Nhật Bản.

## Sự nghiệp câu lạc bộ
Koji Yamaguchi đã từng chơi cho Cerezo Osaka.